# Franz F. Fürst
Franz F. Fürst (* 16. Mai 1900 in Berlin; † 1979 ebenda) war ein deutscher Filmarchitekt.

## Leben und Wirken
Fürst startete mit nicht einmal 16 Jahren seine Ausbildung an der Berliner Zeichen- und Malschule in der Klosterstraße. Im April desselben Jahres 1916 begann eine vierjährige Lehrzeit bei der Firma Georg Hartwig & Co. und besuchte die Kunstgewerbeschule in Berlin-Charlottenburg. Anschließend arbeitete er als Kulissenmaler an Berliner Spielstätten wie der Städtischen Oper Berlin. Später wurde er auch als Bühnenbildner eingestellt.
Im August 1938 ließ man Fürst erstmals als Kunstmaler Filmdekorationen betreuen. Unmittelbar vor Ausbruch des Zweiten Weltkriegs 1939 debütierte er als zweiter Filmarchitekt an der Seite des Kollegen Willy Schiller bei einem in Berlin gedrehten, französischsprachigen Film mit Fernandel. Mit dem erfahrenen Kollegen Otto Erdmann, dessen Entwürfe Fürst ausführte, bildete er bis 1945 ein festes Architektenteam. Als Erdmann 1946 zur DEFA wechselte, ging auch Fürst dorthin. Zunächst wurde er Teil eines Architektenkollektivs, nach 1952 war Franz Fürst meist nur noch an der Bauausführung von Entwürfen bedeutenderer Kollegen sowie als Ausstatter aktiv und wurde zuletzt vor allem zu Inszenierungen Egon Günthers herangeholt.

## Filmografie
- 1939: Herzdame (L’héritier des Mondsésir)
- 1940: Liebesschule
- 1940: Der Kleinstadtpoet
- 1941: Hochzeitsnacht
- 1941: Das andere Ich
- 1941: Ein Windstoß
- 1942: Der große Schatten
- 1942: Symphonie eines Lebens
- 1942: Romanze in Moll
- 1942: Das Bad auf der Tenne
- 1942/44: Philharmoniker
- 1944/46: Die Fledermaus
- 1944/48: Das kleine Hofkonzert
- 1944/50: Glück muß man haben
- 1947: Ehe im Schatten
- 1948: Grube Morgenrot
- 1949: Rotation
- 1949: Der Biberpelz
- 1950: Die lustigen Weiber von Windsor
- 1951: Roman einer jungen Ehe
- 1952: Frauenschicksale
- 1953: Die Störenfriede
- 1955: Ernst Thälmann – Führer seiner Klasse
- 1956: Thomas Müntzer – Ein Film deutscher Geschichte
- 1957: Spur in die Nacht
- 1958: Die Geschichte vom armen Hassan
- 1965: Berlin um die Ecke
- 1968: Hauptmann Florian von der Mühle
- 1968: Die Russen kommen
- 1969: Mohr und die Raben von London
- 1969: Junge Frau von 1914
- 1971: Der Dritte
- 1973: Erziehung vor Verdun
- 1973: Die Schlüssel
- 1975: Lotte in Weimar